# 친구 애인 (1982년 영화)
"친구 애인"은 한국에서 제작된 김송원 감독의 1982년 영화이다. 유인촌 등이 주연으로 출연하였고 정창화 등이 제작에 참여하였다.

## 출연

### 주연
- 유인촌
- 금보라
- 방희
- 선우용여

## 기타
- 조명: 장기종
- 녹음: 이재웅